# Brienen

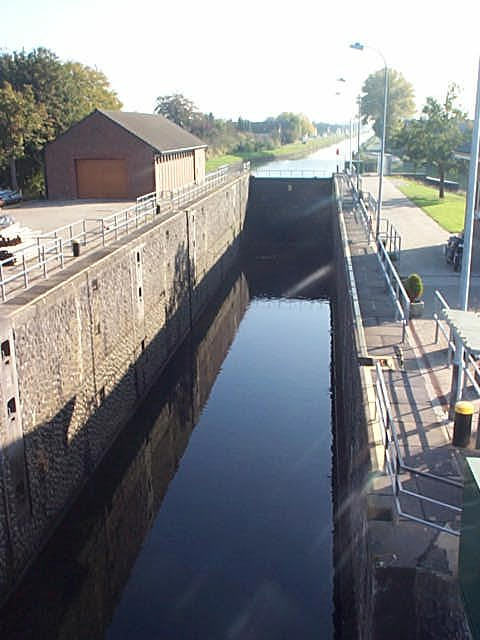
Schleuse am Spoykanal

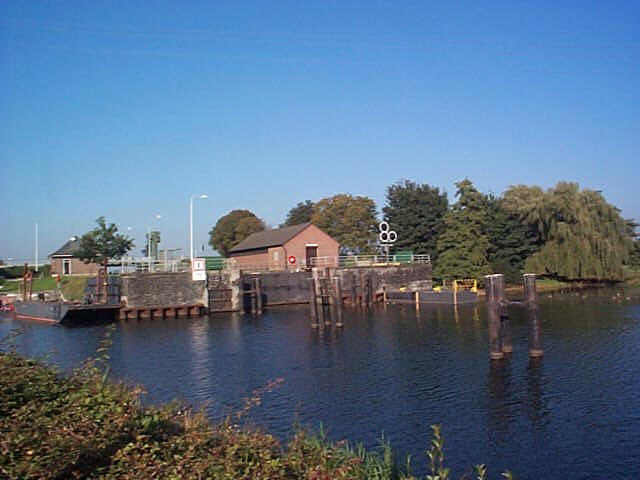
Schleuse am Spoykanal

Brienen ist ein Ortsteil der Stadt Kleve. Der am Spoykanal sowie am Altrhein liegende Ortsteil hat 375 Einwohner auf einer Fläche von 214 Hektar. Der Spoykanal verbindet den Klever Hafen mit dem Rhein.
Eine 1280 erwähnte Kirche in Brienen wurde beim Rheinhochwasser 1809 weggespült. Dieses Ereignis wurde in Goethes Ballade über Johanna Sebus verarbeitet. Im Mittelalter und in der Frühen Neuzeit gehörte Brienen zum Amt Kleverhamm.
Zu den Sehenswürdigkeiten Brienens zählen die unter Denkmalschutz stehende Spoyschleuse, der Yachthafen am Altrhein, der Brienensche Hof und das Kriegerdenkmal Brienen.
Im nahegelegenen Reichswald und im Umfeld des heutigen Ortes fand im Frühjahr 1945 die Schlacht im Reichswald statt. In dieser Schlacht um den Niederrhein wurde der Ort schwer in Mitleidenschaft gezogen.
Am 1. Juli 1969 wurde Brienen nach Kleve eingemeindet.